# هاري سميث (لاعب هوكي الجليد)
هاري سميث (بالفرنسية: Harry Smith) (و. 1883 – 1953 م) هو لاعب هوكي الجليد كندي، ولد في أوتا، مركز لعبه هو وسط ‏، توفي عن عمر يناهز 70 عاماً.

## جوائز
حصل على جوائز منها:
- كأس ستانلي.